# شینگ‌هوا (شهرستان چینگ‌گانگ)
شینگ‌هوا (به چینی: 西岗子镇) یک شهرک در شمال‌شرق جمهوری خلق چین است که در تابعیت شهرستان چینگ‌گانگ، شهر سوی‌هوا (شهر در سطح ولایت)، استان هئی‌لونگ‌جیانگ واقع شده‌است. شینگ‌هوا ۱۷۴ متر بالاتر از سطح دریا واقع شده‌است.